# ハイエロフィリア
ハイエロフィリア（Hierophilia）、またはセオフィリア（Theophilia）とは、宗教的なもの、神聖なものに性的魅力を感じる性的倒錯である。
ギリシア語で神聖を意味するhierosを語源とする。

## 引用文献
1. ↑  The Encyclopedia of Unusual Sex Practices by Brenda Love, Chapter 186 ? Barricade Books, AUGUST 1994 | ISBN 978-1-56980-011-9